# Emma Marrone
Emmanuela Marrone, også kendt som Emma Marrone eller blot Emma (født 1984) er en italiensk sangerinde. Hun har haft stor succes på den italienske musikscene siden 2010, hvor hun vandt talentshowet Amici. Hun repræsenterede Italien ved Eurovision Song Contest 2014 i København med nummeret "La mia città".

## Biografi
Emmanuela Marrone er født i 1984 i Firenze. Hun fik sit gennembrud i 2010, da hun vandt talentshowet Amici. Samme år pladedebutereden hun som solist med minialbummet Oltre. Senere samme år udkom det egentlige debutalbum A me piace cosí; det blev i 2011 fulgt op af Sarò libera og i 2013 af Schiena. I 2011 deltog hun i den italienske San Remo Festival sammen med bandet Modà; deres sang, "Arriverà", opnåede en andenplads. Året efter vandt hun festivalen som solist med "Non è l'inferno". Den 22. januar 2014 meddelte den italienske tv-station RAI, at Marrone var blevet udvalgt til at repræsentere Italien ved Eurovision Song Contest 2014 i København. Den 25. januar meddeltes det, at hun skulle fremføre den selvkomponerede sang "La mia città". Sangen endte på en 21. plads ved finalen den 10. maj.